# Jens Böckamp

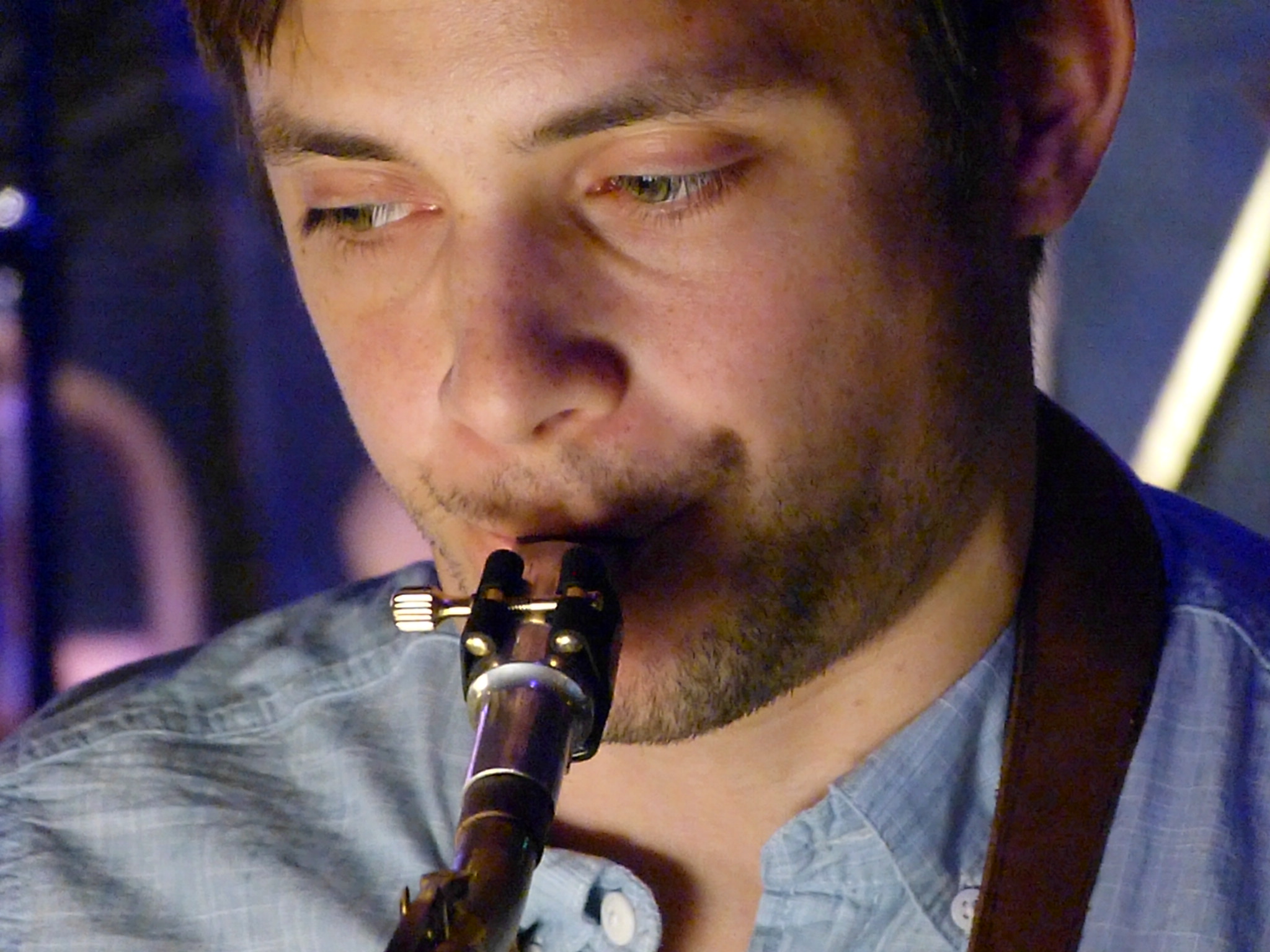
Jens Böckamp 2018 im Subway

Jens Böckamp (* 13. Januar 1986 in Dormagen) ist ein deutscher Jazzmusiker (Saxophone, Klarinette, Komposition).

## Leben und Wirken
Böckamp erhielt ab 1995 klassischen Klarinettenunterricht. Erste Orchestererfahrungen schlossen sich an. Mit 14 Jahren lernte er Saxophon und spielte in der Musikschul-Bigband; an den Jazz führten ihn Klaus Jakobi und Reinhard Glöder heran. Unterrichtsstunden bei Paul Heller, Peter Weniger, John Ruocco und Phil Woods folgten ebenso wie zahlreiche Workshops. Ab 2003 war er Jungstudent an der Hochschule für Musik und Tanz Köln bei Wolfgang Engstfeld. Von 2005 bis 2010 studierte er an der Kölner Musikhochschule bei Claudius Valk und an der Sibelius-Akademie in Helsinki bei Mikko Innanen; er absolvierte sein Diplom mit Auszeichnung und schloss ein Masterstudium Jazz Komposition/Arrangement bei Frank Reinshagen und Joachim Ullrich an der Kölner Musikhochschule an.
Von 2005 bis 2007 war Böckamp Mitglied im JugendJazzOrchester NRW; anschließend gehörte er bis 2010 zur Konzertbesetzung des Bundesjazzorchesters und war an zwei Alben der Formation beteiligt. Zudem leitete er ein eigenes Quintett, mit dem er 2009 sein erstes Album vorlegte. Gemeinsam mit Janning Trumann und Johannes Ludwig gründete er 2013 die Bigband Subway Jazz Orchestra, die wenigstens einmal im Monat auftritt. Mit Ludwig betreibt er zudem das Label FLOATmusic. Weiterhin gehörte er zu den Gruppen von Riaz Khabirpour, Maxime Bender, Anne-Christine Heinrich und zum Thonline Orchestra, mit denen er auch Alben vorlegte. Ferner arbeitete er mit Katja Riemann, re:jazz, Tom Gäbel, Manfred Schoof, Eva Mayerhofer und Nicolas Simion zusammen und unternahm Konzertreisen in verschiedene europäische Länder und nach Indien.

## Preise und Auszeichnungen

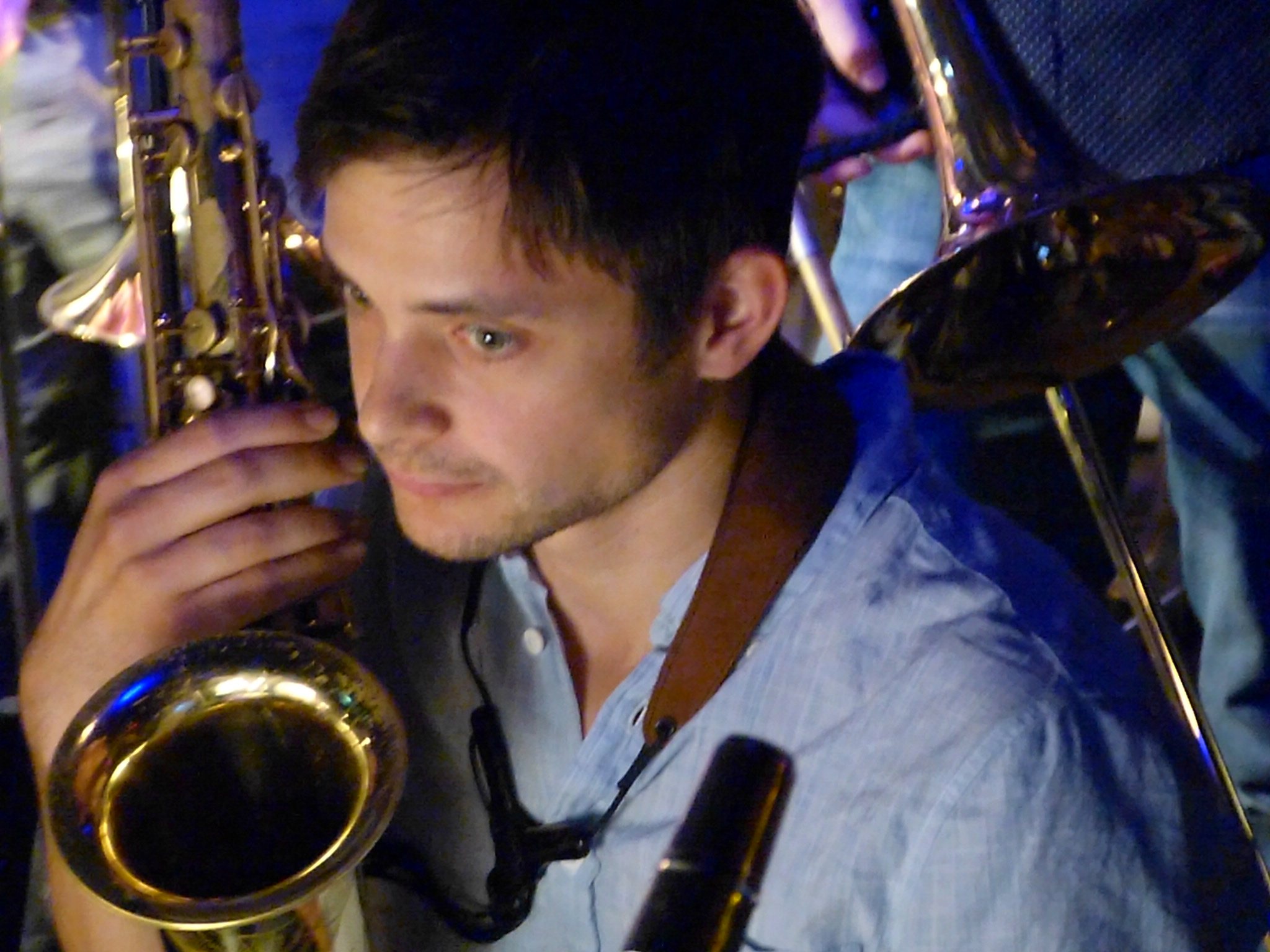
Jens Böckamp 2018

Böckamp war 2005 erster Preisträger bei Jugend jazzt und Finalist beim internationalen Yamaha Saxophone Contest. 2013 erhielt er den ersten Preis beim BuJazzO-Kompositionswettbewerb in der Kategorie „Big Band + Vocalensemble“. Im selben Jahr errang er den Publikumspreis mit seinem Flow Quartet beim Festival Tremplin Jazz d’Avignon. 2017 wurde er mit dem WDR-Jazzpreis in der Kategorie Komposition ausgezeichnet.

## Diskographische Hinweise
- Progression (Konnex 2009, mit Matthias Bergmann, Riaz Khabirpour, Jakob Kühnemann, Oliver Rehmann)
- Flow Quartet Nine Edges (Float 2014, mit Dierk Peters, Jan Schreiner, Dominik Mahnig)